# Синий кит (игра)
«Си́ний кит» (а также «Тихий дом», «Разбуди меня в 4:20», «Море китов», «Млечный путь», «U19», «F57» и другие названия) — российская городская легенда о существовании в социальных сетях игры, в которую играют дети и подростки и финальной целью которой является совершение самоубийства. Информация о существовании такой игры была опубликована в «Новой газете» 16 мая 2016 года в статье «Группы смерти» за авторством Галины Мурсалиевой, широко растиражирована СМИ и стала причиной моральной паники среди населения России. Существование этой игры не подтверждено до сих пор.
По информации «Новой газеты», для того, чтобы начать «игру», пользователи социальных сетей (в подавляющем большинстве — подростки), размещают на своих страницах хештеги #синийкит, #явигре, #синий, #тихийдом и т. п., после чего с ними связывается «куратор», который устанавливает с ними контакт. Как правило, «кураторы» пользуются поддельными аккаунтами, зарегистрированными на чужие имена и фамилии, из-за чего их невозможно идентифицировать. Куратор сперва объясняет правила: «никому не говорить об этой игре», «всегда выполнять задания, какими бы они ни были», «за невыполнение задания тебя исключают из игры навсегда и тебя ждут плохие последствия», затем «куратор» начинает выдавать задания. Обычно насчитывается около 50 заданий: по одному на день. Как утверждала автор статьи о «группах смерти» журналистка Мурсалиева, это аллюзия на роман Стейс Крамер «50 дней до моего самоубийства».

## Происхождение названия «игры»
Образ кита, предположительно, позаимствован из песни «Гореть» группы Lumen и означает одиночество и отчуждённость. Возможно, название также связано с массовым выбрасыванием китообразных на берег. Когда кит попадает в беду, он издаёт сигнал бедствия, услышав который, сородичи устремляются ему на помощь. Описанная стратегия выживания прекрасно работает в открытом океане, но не на мелководье, когда пострадавший кит привлекает к себе и других китов, провоцируя массовую гибель животных. Схожий принцип может быть заложен и в игру «Синий кит»: подростки, находящиеся в трудной жизненной ситуации, сигнализируют об этом: публикуют в социальных сетях принятые в игре хештеги, но вместо того чтобы спастись, все они могут погибнуть.
Существует большое количество версий происхождения феномена «Синего кита». Например, журналист Владимир Тодоров убеждён, что «в России никогда не было зловещей секты, целенаправленно доводящей подростков до самоубийства»: в роли анонимных кураторов выступают такие же подростки, как и их гипотетические жертвы.

## Распространённость игры и мнения о ней
История с «группами смерти» стала известной после публикации в «Новой газете» 16 мая 2016 года статьи «Группы смерти». Журналисты утверждали, что за период с 2015 по начало 2016 годов около 130 детей погибли, участвуя в игре, но источники данной информации неизвестны. Пик популярности игры пришёлся на февраль 2017 года, когда более 800 пользователей соцсетей опубликовали хештег #синийкит, ожидая получения инструкций. По данным прокуратуры, в городе Усть-Илимск Иркутской области две школьницы, участвовавшие в игре, покончили с собой.
Как журналисты «Новой газеты», так и журналисты других изданий в своих статьях никогда не приводили никаких объективных данных о количестве жертв игры. Такое количество жертв не подтверждается и правоохранительными органами. Более того, обвинение фигурантам дела о группах смерти — Филиппу Будейкину, скрывавшемуся под псевдонимом «Филипп Лис» и его сообщникам — предъявлено не за доведение до суицида конкретных людей, а за «размещение аудиовизуальных произведений, тем обсуждений и высказываний, пропагандирующих тематику суицида».
Ряд исследователей полагает, что популярность «Синего кита» связана со смертью Ренаты Камболиной, более известной как Рина Паленкова — школьницы, сделавшей селфи перед тем, как броситься под поезд, и что из стремления «подняться» на волне популярности Рины развилась идея о том, что человека можно довести до суицида через игру. Эта идея получила ещё большее распространение после того, как её приняли на веру многочисленные пользователи, состоявшие в антисуицидальных группах.
По мнению антрополога, специалиста исследовательской группы «Мониторинг актуального фольклора» Института общественных наук при РАНХиГС Марии Волковой, «Синий кит» — современная детская страшилка наподобие «Пиковой дамы». Она подписывалась на «суицидальные» сообщества и общалась с их участниками — большинство из них заинтересовалось «Синим китом» после публикаций в СМИ и пыталось понять, в чём же её суть. «Кураторами» большинства таких групп оказывались подростки. По мнению Волковой, культура взрослых также мифологична — взрослые пересказывали и тиражировали легенду о «Синем ките», думая, что иначе случится что-то плохое. По мнению руководителя отдела суицидологии московского НИИ психиатрии профессора Евгения Любова, «группы смерти» — это «патологические сообщества несчастных детей, нуждающихся во взаимопонимании». Также Лобов отмечает, что на самом деле «заразить» суицидом или безумием невозможно, но СМИ, раздувая истерию, сами подсказывают подросткам, находящимся «на грани», путь к суициду.
Главной причиной моральной паники среди родителей стали изменения в характере взаимодействия детей и молодёжи с Интернетом. 58 % детей от 8 до 16 лет скрывают от родителей некоторые из своих действий в сети, предпринимая для этого определённые дополнительные усилия: выход в Сеть в отсутствие родителей дома (18 %), установка на устройство пароля (16 %), удаление истории посещений в браузере (10 %). Кроме того, 22 % детей применяют средства, которые позволяют им выходить в Сеть анонимно, а 14 % — специальные программы, которые помогают скрывать используемые приложения. Результатом этого оказывается повышенная тревожность родителей: их дети с раннего возраста имеют возможность постоянно и практически бесконтрольно общаться во множественных онлайн-пространствах, правила и язык которых родителям чаще всего непонятны. По мнению специалистов из РАНХиГС, «взрослые, погружённые в Интернет меньше, чем подростки, воспринимают его как непонятную и опасную реальность».
По мнению ведущего научного сотрудника Института этнологии и антропологии РАН, доктора исторических наук Дмитрия Громова, проблема детского суицида существовала всегда. В 2008 году, во время всплеска подросткового суицида, депутаты Государственной Думы утверждали, что причиной этого всплеска являются субкультуры готов и эмо. Громов утверждает, что вместо того, чтобы искать причину в мифических субкультурах и сообществах, родителям и педагогам стоило бы больше общаться с детьми и быть более внимательными к ним.
Новости об игре «Синий кит» появлялись и за рубежом. В Казахстане сотрудники правоохранительных органов заявляли о 63 случаях вовлечения детей в эту игру. СМИ Кыргызстана утверждают, что игра появилась и там. О попытках неких «кураторов» установить контакт с местными подростками сообщали СМИ Польши, Болгарии и Латвии. О популярности игры и её правилах также сообщали английские и американские газеты, а количество англоязычных запросов на эту тему в феврале 2017 года выросло в сотни раз. Массовая истерия вышла за пределы обсуждения в Российской Федерации, о так называемой «игре» стало известно в Испании, Великобритании и во многих других странах.

Кандидат психологических наук Николай Молчанов в своей статье «„Синий кит“ и конфеты с лезвиями. Как живут и распространяются городские легенды» утверждает, что игра распространилась благодаря своей «прилипчивости». «Прилипчивыми» условно называют события, идеи или воззрения, которые запоминаются и надолго остаются в памяти людей. Они должны обладать шестью качествами, и все они есть у «Синего кита» и подобных ему феноменов:

1. Простота. Идеально, когда все аспекты идеи можно раскрыть одним предложением. Идея игры «Синий кит» тоже проста: таинственные незнакомцы через социальные сети доводят детей до самоубийства.
2. Любопытство. Для «Синего кита» любопытство — базовый механизм распространения. Особенно в среде подростков: с одной стороны, страшно, с другой — очень интересно узнать, что же на самом деле случится, если ты напишешь кодовое слово. Дополнительной приманкой служит загадочность организаторов и непонимание их мотивов.
3. Конкретика. Прилипчивые идеи полны конкретных образов и сенсорной информации. В «Синем ките», например, время 04.20 и задания вроде «резать себя ножом».
4. Доверие. Зачастую оно формируется вовсе не за счёт цифр. Людям важна не статистика, а внутренняя уверенность. Так для родителей возможным источником доверия к реальности истории может стать тот факт, что игра «Синий кит» распространяется в социальных сетях. А по широкому убеждению, когда дети сидят в соцсетях — это плохо. Таким образом, новая информация служит подкреплением уже существующему убеждению и начинает вызывать доверие.
5. Эмоции. Люди будут интересоваться идеями, если мы заставим их почувствовать что-то. Излишне говорить, что забота о детях — одна из наиболее эмоционально волнующих тем для человека.
6. История. Преподносится не россыпь фактов, а связный рассказ. История работает как симулятор воображения.

Социальные сети сотрудничают с правоохранительными органами: Instagram удаляет фотографии с соответствующими хештегами, а администрация «ВКонтакте» ввела специальную форму для жалоб и стала блокировать пользователей.
В 2023 году Иван Погиблов создал в Интернете канал «Синий кит» и размещал на нём задания для пользователей, направленные на причинение себе телесных повреждений, опасных для жизни и здоровья. В апреле 2025 года И. Погиблов был приговорён к девяти годам колонии строгого режима по статьям об организации деятельности в Интернете, направленной на побуждение к суициду (ч. 2 ст. 110.2 УК), склонении к суициду двух или более несовершеннолетних организованной группой (п. «а», «в», «г», «д» ч. 3 ст. 110.1 УК) и вовлечении несовершеннолетнего в совершение преступления (ч. 4 ст. 150 УК). Подсудимый признал вину полностью.

## Массовая истерия о связи «Синего кита» и стикеров «Лис» во «ВКонтакте»
28 апреля 2017 года в социальной сети «ВКонтакте» появилось сообщество «Лис», создавшее свой одноимённый набор стикеров (способ выразить свои эмоции) и раздававшее их бесплатно при условии выполнения некоторых заданий, связанных с выкладыванием различных «историй» (фотографий или видео, исчезающих через сутки). В Рунете активно обсуждали, есть ли связь между заданиями «Лиса» и игрой «Синий кит» или нет. Сторонники ссылались на лексическую схожесть «лиса» и «кита», а также на псевдоним Филиппа Будейкина, фигуранта «уголовного дела „Синего кита“»: «Филипп Лис». Интернет заполонили многочисленные фейковые вбросы: якобы последние задания чат-бота сообщества «Лис» призывали к совершению самоубийства, хотя с реальными заданиями «Лиса» у таких новостей не было ничего общего.

## Профилактика
Несмотря на то, что «Синий кит» в таком виде, в котором он представлялся СМИ, никогда не существовал, подростки в целом подвержены риску вступления в сообщества или инициативы, вредные или даже опасные для них. Для профилактики дальнейшего распространения деструктивных сообществ психологи советуют не обращать внимания на обстановку вокруг «групп смерти» в социальных сетях, а в спокойной обстановке рассказать детям о возможности попадания при поиске в Интернете на следующие группы и их опасность, объяснять, что их интернет-страницу не должны видеть посторонние лица, что на ней не должен содержаться большой объём личной информации в открытом доступе (телефон, домашний адрес, место учёбы); постоянно обсуждать с детьми не только их успехи в школе, но и то, каких они имеют друзей в реальной жизни и в социальных сетях, необходимо создавать в семье атмосферу доверия и любви, которую должен чувствовать ребёнок, кроме того, необходимо давать ребёнку понять, что родители верят в потенциал ребёнка и всегда готовы оказать ему поддержку.